# Rio da Várzea (vattendrag i Brasilien, Paraná)
Rio da Várzea är ett vattendrag i Brasilien.   Det ligger i delstaten Paraná, i den södra delen av landet, 1 200 km söder om huvudstaden Brasília.
I omgivningarna runt Rio da Várzea växer i huvudsak städsegrön lövskog. Runt Rio da Várzea är det ganska tätbefolkat, med 72 invånare per kvadratkilometer.